# Переславъл Залески
Переславъл Залески (на руски: Переславль-Залесский) е град в Русия, в Ярославска област на Централния федерален окръг.
Включен е в състава на Златния пръстен на Русия.

## География
Разположен е при вливането на река Трубеж в езерото Плешчеево. Населението на града към 1 януари 2018 година е 38 649 души.

## История
Переславъл е основан през 1152 г. от Юрий Долгорукий като център на областта Залесие. През 1175 г. градът става център на княжество, подчинено на Владимирско-Суздалското княжество. То е управлявано от великите князе Ярослав II, Александър Невски, Дмитрий I и някои техни потомци. През 1302 е завладяно от Московското княжество. В периода 1688 – 1693 г. Петър I строи в езерото няколко кораба за свое забавление, които по-късно са смятани за родоначалник на руския военен флот.
Переславъл Залески е известен с историческите си сгради, сред които:
- Спаско-Преображенска катедрала (1152 – 1157)
- Църква на митрополит Петър (1585)
- Троицко-Даниловски манастир (16 – 18 век)
- Никитски манастир (16 – 19 век)
- Фьодоровски манастир (16 – 19 век)
- Горицки манастир (17 – 18 век)